# Euphorbia pentops
Euphorbia pentops är en törelväxtart som beskrevs av Hermann Wilhelm Rudolf Marloth, A.C.White, R.A.Dyer och Boyd Lincoln Sloane. Euphorbia pentops ingår i släktet törlar, och familjen törelväxter. Inga underarter finns listade i Catalogue of Life.